# Au Balcon, les Espagnoles Leonora et Ampara
Au Balcon, les Espagnoles Leonora et Ampara (en russe : У балкона. Испанки Леонора и Ампара) est un tableau du peintre russe Constantin Korovine (1861—1939), réalisé en 1888-1889. Il fait partie de la collection de la galerie Tretiakov. Les dimensions du tableau sont de 62 × 39 cm,. Des titres plus courts sont également utilisés pour désigner ce tableau comme Au Balcon ou Les Espagnoles.

## Description
Deux jeunes filles sont représentées sur un tapis, près d'une fenêtre donnant sur un balcon. Elles sont appuyées l'une contre l'autre et forment la partie centrale de la composition. Elles sont fascinées par quelque chose qui se passe dans la rue et regardent à travers les persiennes de la fenêtre du balcon. Le peintre a accordé une grande attention au jeu des nuances de couleurs produites par la lumière provenant des persiennes. Par de légers coups de pinceaux réalisés dans le style impressionniste, il donne un caractère décoratif à l'ensemble, caractéristique de l'Art nouveau.

## Histoire
Le tableau a été imaginé et probablement commencé en 1888 à Valence, pendant le voyage de Korovine en Espagne, et terminé à Moscou en 1889,. Selon les souvenirs du peintre, à Valence, il a demandé au portier de l'hôtel de lui trouver une modèle espagnole. Un peu plus tard, le portier amène dans la chambre les deux jeunes filles, Ampara et Leonora. Korovine leur a demandé de rester debout à la fenêtre et a commencé à peindre leur portrait ou en tout cas à prendre des croquis. Les jeunes filles ont refusé d'être rémunérées comme Korovine leur présentait. C'est pourquoi ce dernier les a amenées dans les magasins et les bazars de la ville et leur a payé les chaussures et les foulards en soie de Chine dont elles rêvaient.
Le tableau a été présenté à la 17e exposition des Ambulants en 1889. C'était la première exposition de ce type de Korovine. Le tableau a été envoyé à l'exposition par le cercle Vassili Polenov, et 13 des 16 membres du jury de ce cercle ont voté pour sa participation à l'exposition des peintres ambulants.
En 1900, le tableau faisait partie des œuvres russes lors de l'exposition universelle de 1900 à Paris et a été récompensée par une médaille d'or alors que se présentaient également des peintres réputés tels que Viktor Vasnetsov, Isaac Levitan, Vassili Polenov et Constantin Makovski,. Vassili Polenov écrit à ce sujet une lettre à Mark Antokolski le 31 août 1900 : 

« Je suis très heureux que nos jeunes peintres aient obtenus des prix à Paris à l'occasion de l'exposition 1900 ; en particulier pour mes deux peintres préférés parmi eux : Valentin Serov et Constantin Korovine. »

Bien sûr, ce succès a contribué à la renommée européenne et mondiale de l'artiste,. Le tableau a été acheté à l'artiste par le mécène, entrepreneur Savva Mamontov.
Le tableau Au Balcon a également été présenté lors de l'exposition Constantin Korovine. Peinture. Théâtre. Pour le 150e anniversaire du jour de sa naissance , qui se tient le 29 mars au 12 août 2012 dans la salle de la Galerie Tretiakov au Krimski val à Moscou,.

## Critiques
L'historienne d'art Raïssa Vlassova écrit ainsi à propos de Korovine :

« Les Espagnoles sont une toile particulièrement importante dans l'œuvre de Korovine parce que dans celle-ci se trouve déterminée définitivement sa gamme particulière de couleurs. Or la couleur est la base de l'expression du monde du peintre. La gamme de coloration est basée chez Korovine, sur des tons chauds, chaleureux et plus tard davantage sur les ocres. Cela est aussi important pour définir l'œuvre de Korovine que, disons, la clarté et la pureté de l'Icône de la Trinité d'Andreï Roublev ou que les couleurs topaze ou violettes dans la gamme utilisée par Mikhaïl Vroubel. »